# Mjoscha
Die Mjoscha (russisch Мёша, tatarisch Мишә) ist ein 204 km langer rechter Nebenfluss der Kama in der Republik Tatarstan in Russland.
Die Mjoscha entspringt in einem Waldgebiet im Kukmorski rajon. Sie fließt in westlicher und später in südwestlicher Richtung zum Kuibyschewer Stausee, welcher durch Aufstau von Wolga und deren Nebenfluss Kama gebildet wird. Somit mündet sie nicht mehr direkt in die Kama, sondern erreicht den Stausee westlich der Kleinstadt Laischewo. Das Einzugsgebiet der Mjoscha umfasst 4180 km². Sie ist normalerweise zwischen Anfang Dezember und April von einer Eisschicht bedeckt. Sie wird hauptsächlich von der Schneeschmelze gespeist. Ihr mittlerer Abfluss 18 km oberhalb der Mündung beträgt 17,4 m³/s.